# Ananteris chagasi
Espèce
Ananteris chagasi est une espèce de scorpions de la famille des Ananteridae.

## Distribution
Cette espèce est endémique du Minas Gerais au Brésil. Elle se rencontre vers Itacarambi.

## Description
Le mâle subadulte holotype mesure 16,3 mm.

## Systématique et taxinomie
Cette espèce a été décrite par Giupponi, Vasconcelos et Lourenço en 2009.

## Étymologie
Cette espèce est nommée en l'honneur d'Amazonas Chagas Júnior.

## Publication originale
- Giupponi, Vasconcelos & Lourenço, 2009 : « The genus Ananteris Thorell, 1891 (Scorpiones, Buthidae) in southeast Brazil, with the description of three new species. » ZooKeys, no 13, p. 29-41 (texte intégral).